# Bazaly
Bazaly je oficiální název fotbalového stadionu v městském obvodu Slezská Ostrava, na kterém hrál do konce sezóny 2014/15 svá domácí utkání fotbalový klub FC Baník Ostrava. Aktuálně slouží jako Regionální akademie FAČR pro Moravskoslezský kraj a tréninkové centrum Baníku Ostrava. Byl pojmenován podle bazaltu, který se v této lokalitě těžil.

## Historie

### Domácí stadion Baníku Ostrava

#### Od prvních zápasů na trávě až do Ligy mistrů
V 50. letech 20. století přestal Baníku vyhovovat tehdejší stadion Stará střelnice kvůli škvárovému povrchu, proto se vedení klubu rozhodlo vybudovat nový stadion s travnatým hřištěm. Z několika návrhů nakonec zvítězila výstavba nového stadionu umístěného opět ve Slezské Ostravě. I když bylo při stavbě využito přírodních svahů, muselo být přemístěno 135 000 kubických metrů zeminy, položeno 4800 metrů drenáží a kilometr kanalizace. Jako hlavní tribuna provizorně sloužila dřevěná tribuna převezená z původního stadionu Stará střelnice. Bazaly byly otevřeny na jaře roku 1959 a první zápas se zde odehrál 19. dubna 1959 proti FK Ústí nad Labem. Baník prohrál se zachraňujícím se soupeřem 2:3, kvůli čemuž byl zápas doprovázen nepokoji na stadionu a to následně vedlo k nařízení namontování bezpečnostního plotu mezi ochozy a hrací plochou. Tato zábrana zakončená několika řadami ostnatého drátu zůstala na Bazalech až do přestavby stadionu na tréninkové centrum.
V letech 1965-1967 postavily Hutní montáže na místě dřevěné tribunky novou, krytou tribunu s ocelovou konstrukcí s předsazenou pultovou střechou pro 3500 diváků. Začátkem 70. let se začalo pracovat na umělém osvětlení, které bylo slavnostně spuštěno 5. března 1972 při přátelském utkání proti Górniku Zabrze u příležitosti blížícího se 50. výročí od založení Baníku. Na podzim roku 1980 byla za ochozy na jižní straně stadionu instalována nová světelná tabule značky Nisasport. Nejprve byla spuštěna 22. října 1980 během utkání PMEZ mezi Baníkem a Dynamem Berlín (0:0) jen ve zkušebním provozu (ukazovala pouze čas). V plném provozu byla spuštěna 1. listopadu 1980 na ligovém zápasu Baníku proti ZŤS Košice (4:0). Původní stařičké hodiny byly přestěhovány na vedlejší tréninkové hřiště. V červnu 1986 stadion objala čtyřproudá, mostní estakáda dlouhá 599 metrů spojující kopec Hladnov přes Ostravici s centrem Ostravy a dala tak vznik trolejbusové zastávce "Stadion Bazaly".
V létě roku 1994 došlo k větší rekonstrukci stadionu; na hlavní tribuně byly lavice nahrazeny kovovými sedačkami a nahoře pod střechou byly vybudovány zděné lóže pro sponzory. Zároveň na ochozech byly betonové stupínky osazeny lavicemi, takže všechna místa na stadionu byla od té doby určena k sezení. Došlo tím sice ke značnému snížení kapacity na 18 667 míst, ale zvýšil se tím komfort pro diváky. Také byla zatravněna škvárová, oválná dráha, jejíž půdorys je dodnes patrný z tvaru ochozů. Po přívalových deštích v letech 1997 a 2000 došlo k propadům trávníku, neboť pod hřištěm byla stará hornická štola a letecký kryt z druhé světové války. Tehdejší vedení Baníku si kvůli tomu nechalo zpracovat geologické průzkumy a zvažovalo dokonce stěhování na jiný stadion. Nakonec bylo do podloží stadionu nalito několik kubíků betonu a tak byly tyto potíže opět na delší čas zažehnány. Díky tomu a několika dalším menším rekonstrukcím se na stadionu mohl ještě v roce 2000 odehrát přípravný zápas české fotbalové reprezentace.
Jedna z dalších, největších rekonstrukcí proběhla v létě roku 2003 pro splnění regulí projektu ČMFS "Stadiony 2003", kdy byly především na nekrytých ochozech lavičky nahrazeny modrobílými sedačky tvořící svými barvami legendární nápis "FCB". Dále se radikálně změnil interiér hlavní, kryté tribuny pro rozšíření VIP prostor, šaten, tiskového centra a také byly dobudovány nárazníkové zóny mezi sektory domácích a hostů. Přestavba stála 30 milionů korun, ale ani tato modernizace však nezajistila splnění požadavků FIFA a UEFA na pořádání mezinárodních utkání. A jelikož Baník postoupil následující sezónu do Ligy mistrů, musel stadion podstoupit v létě 2004 další rekonstrukci, jejíž náklady přesáhly dalších více než 20 milionů korun. I tak byli funkcionáři UEFA velmi shovívaví a udělili Bazalům řadu výjimek (např. nedostatečný počet toalet na počet míst).

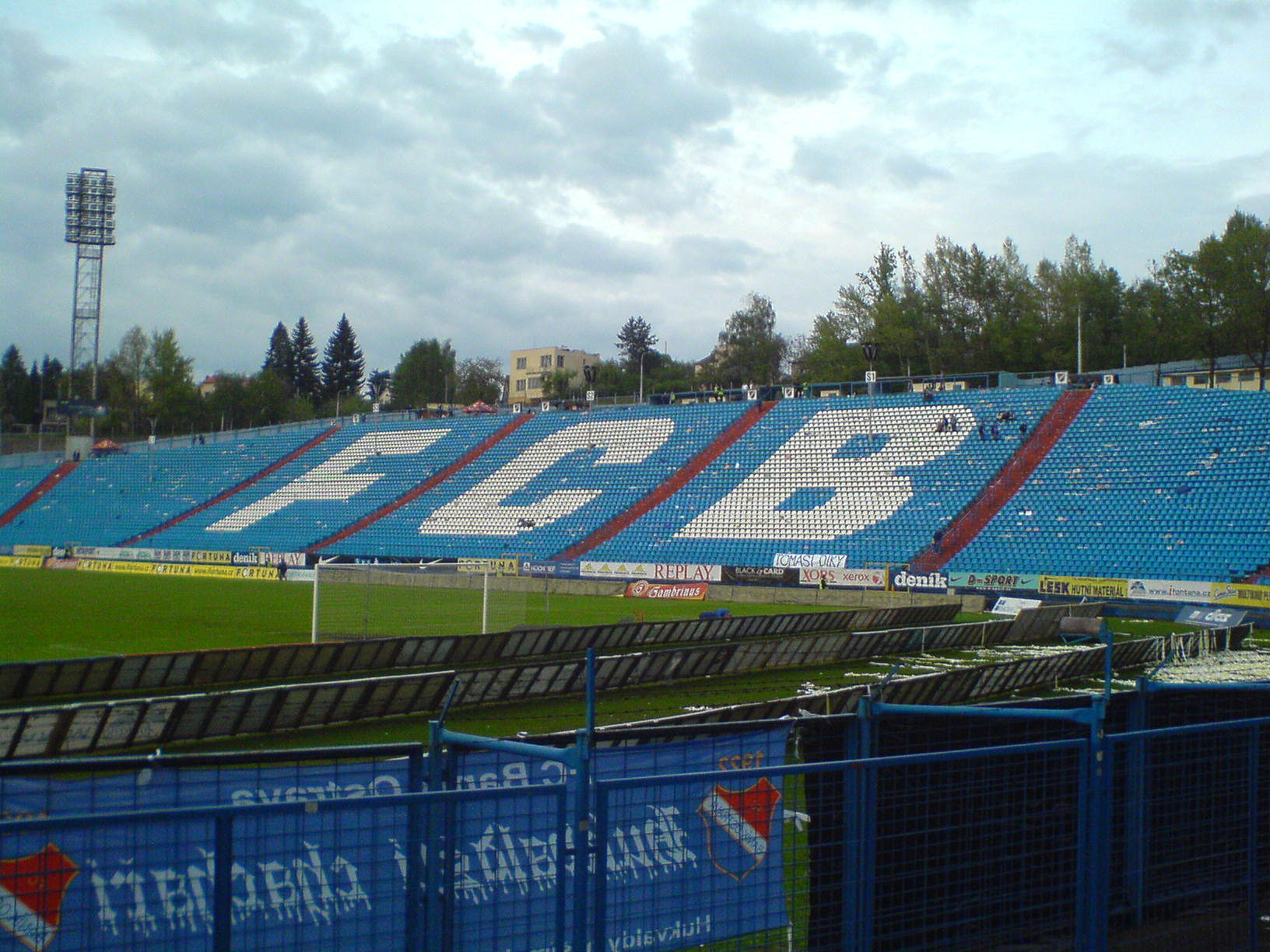
Hlavní nekryté ochozy s legendárním nápisem "FCB" (2010)

#### Rozhodování o budoucnosti stadionu
Další osud Bazalů se odvíjel od toho, jestli budou i nadále domovským stadionem Baníku či nikoliv. Tehdejší majitel Baníku Petera několikrát naznačil záměr postavit na místě Bazalů bytové domy a z utržených peněz spolufinancovat nový stadion a stabilizovat finanční situaci klubu. Došlo to až do fáze, že měl předjednanou spolupráci s developery i stavební firmou a s městem sepsané memorandum, podle něhož měla Ostrava dostat z výtěžku 20 % (byla potřeba změna územního plánu). V roce 2008 za tímto účelem začal podnikat první kroky, když všechny nemovitosti klubu vložil do samostatné dceřiné firmy Bazaly a.s. (IČ 27843386), ve které figuroval také bývalý hokejista a zároveň příznivec Baníku Pavel Kubina. Tyto nemovitosti byly v roce 2009 oceněny na 40 milionů korun.
O budoucích variantách svého domovského stadionu se snažilo vedení Baníku diskutovat s vedením města již v roce 2005, první kontury začala jednání nabývat o pár let později:
1. Výstavba zcela nového fotbalového stadiónu - začátkem roku 2009 to už vypadalo, že vše směřuje k novému, ryze fotbalovému stadionu (bez atletické dráhy) financovanému ze státního rozpočtu a postaveném na obecních pozemcích v Ostravské ulici místní části Svinov.[18][19] V lednu 2010 se tehdejší primátor Kajnar vyjádřil, že “V roce 2013 bude fotbalový stadion (myšleno ve Svinově) stát na sto procent. Nedovedu si představit, že by to bylo jinak.”.[20] Ovšem později tohoto roku se začalo mezi vládnoucími politiky na ostravské radnici znovu diskutovat o kladech a záporech možných variant. Radní pověřili poradenskou firmu KPMG, aby také ona celou záležitost posoudila.[21] Ta vyhodnotila jako nejefektivnější variantu v přepočtu nákladů na 1 sedačku nový stadion ve Svinově s kapacitou 30 000 míst (za 1,7 miliardy korun), což podpořili i fanoušci Baníku před domácím utkání se Spartou v květnu 2010 protestním pochodem a následnou velkou stadionovou choreografií s nápisem "SVINOV".[22] Před začátkem druhé půle naopak prezentovali choreografii "NE VÍTKOVICÍM!!!", čímž přivedli vedení Baníku k rozhodnutí investovat zhruba 10 milionů korun do vyhřívaného trávníku na Bazalech[23], aby byla splněna ligová kritéria a Baník tak mohl setrvat na Bazalech, resp. aby se vyhnul byť jen dočasnému stěhování Vítkovic.[24] Tuto investici nakonec uhradilo město, neboť byla zvolena technologie, kterou bylo naplánováno přemístit na nový fotbalový stadion.[25] Na zastupitelstvu se pak začaly objevovat zákulisní tlaky, aby se rozhodnutí o novém stadionu ponechalo na období po podzimních komunálních volbách 2010.[26] Pramenily především ze sporů uvnitř ostravské sociální demokracie mezi primátorem Kajnarem a svinovským starostou Palyzou.[16] S nastupujícími následky finanční krize (snižování obecního rozpočtu a investiční podpory výstavby ze strany soukromých investorů) a klesající politickou podporou nového stadionu se v únoru 2011 tehdejší znovu zvolený primátor Kajnar vyjádřil: "Jediná možná varianta je ta, že zrekonstruujeme Vítkovice a ty budou vyhovovat pro fotbal i atletiku." - tím byla varianta nového stadionu vyloučena.[27] Mnozí fanoušci to brali jako porušení předvolebního slibu z ledna 2010 a tak protestovali různými pokřiky, transparenty, plakáty a nálepkami proti vládnoucím radním s primátorem Kajnarem v čele po celé jaro 2011.[28]
2. Přesun na rekonstruovaný Městský stadion ve Vítkovicích - na tomto stadionu se každoročně koná atletický mítink Zlatá tretra, který začal nabývat na popularitě především díky pravidelné účasti sprintera Usaina Bolta, jenž vyhrával na Letních olympijských hrách v letech 2008, 2012 a 2016 v běhu na 100 a 200 metrů. Začalo se tedy diskutovat, jestli by si natolik prestižní událost svého oboru (tehdejší primátor Kajnar přirovnal Zlatou tretru k závodu formule 1[27]) nezasloužila lepší zázemí, neboť tehdy stadion poskytoval komfort pouze na hlavní, kryté tribuně a zbylé tribuny byly nekrytými betonovými ochozy na stání. Ostravští radní tedy v letech 2009-2011 zvažovali, kam efektivně investovat, přičemž v neprospěch vítkovické varianty hovořil drahý výkup pozemků uvnitř i vně areálu od sousední firmy Ridera.[16][21] Pro variantu vítkovického stadionu s kapacitou 30 000 míst by kvůli tomu vycházely náklady 2,6 miliard korun.[26] Nakonec se kvůli nedostatku obecních financí (především v důsledku finanční krize) ostravští radní v únoru 2011 rozhodli pro variantu vítkovického stadionu s kapacitou 15 000 míst, aby náklady nebyly příliš vysoké a zároveň byly splněny potřeby ostravského fotbalu i atletiky.[27][29] Rekonstrukce byla dokončena v květnu 2015 a vyšla na bezmála 900 milionů korun.[30]
3. Rozsáhlá rekonstrukce Bazalů - jelikož přesun Baníku na atletický stadion ve Vítkovicích byl už od začátku zavrhovanou variantou, zkoušel tehdejší majitel Baníku Petera prosadit ještě jednu alternativu v podobě přestavby Bazalů na moderní stadion s komerčními prostory. Klub ani on sám si však takovou investici nemohli dovolit, navíc po dosavadních jednáních měl s městem pošramocené vztahy, což znemožňovalo finanční spoluúčast města. Tím vyčerpal všechny své možnosti a tak pro tento záměr hledal investora, který má zkušenosti s developmentem a zároveň dokáže najít s městem společnou řeč.[31] V létě 2011 o tom jednal s bývalým majitelem Baníku Aloisem Hadamczikem, jehož zájem byl postavený právě na finanční spoluúčasti města, jelikož odhadované náklady se pohybovaly okolo 500 až 700 milionů korun.[32][33] Na podzim 2011 však Hadamczikovi jednání s městem nevyšlo a později označil prodej Bazalů za tunelování klubu.[34][35] To Petera rozhodně odmítl s tím, že v takovém případě by nevystupoval pod svým vlastním jménem, na svůj vlastní obličej a nedělal by kroky, které od svého vstupu do Baníku dělal.[31] Následně jednal s dalším potenciálním investorem Liborem Adámkem, jehož developerské firmě SMK Reality Invest nakonec prodal Bazaly na konci roku 2011 s primárním cílem zde zachovat fotbalový stadion.[36][37][38]

#### Nový majitel stadionu (a klubu)
V prosinci 2011 byly Bazaly prodány za nepříliš zřejmých okolností a tak se mnoho příznivců Baníku začalo smiřovat s brzkým uzavřením stadionu a jeho přestavěním na byty, jak již dříve avizoval Petera. Jeden z nejznámějších příznivců Baníku, písničkář Jaromír Nohavica na toto téma složil tzv. virtuálku nazvanou "Bazaly", kterou reagoval na aktuální dění.
O několik dní později vyšlo najevo, že Bazaly byly prodány nepříliš známému ostravskému developerovi Liboru Adámkovi, mezi jehož projekty se řadí mj. koupě zchátralého Stadionu odborářů a jeho přestavba na nákupní centrum řetězce Carrefour (dnes OC Futurum). Na Bazalech se mu rýsoval obdobný scénář, jenže po uzavření koupě zjistil, že na nemovitostech má Raiffeisenbank zástavu ve výši 80 milionů korun, kterou by musel vyplatit, aby přestavbu mohl zahájit. Navrhl proto Peterovi odkoupení také samotného klubu, přibral do podniku Šafarčíka a v únoru 2012 s ním nakonec Baník přebral i s dluhy okolo 100 milionů korun za symbolickou korunu. Jedním z pilířů jejich projektu "Zachraňme Baníček" bylo zachránit Bazaly, což obnášelo projekt přestavby na moderní zastřešený stadion pro 20 tisíc diváků za finanční spoluúčasti města.
Mezitím se blížil termín pro realizaci standardů projektu "Stadiony 2012". V jejich rámci nevyhovovalo hřiště svým profilem a odvodněním, což bylo jednou z klíčových překážek pro získání prvoligové licence na sezónu 2012/13. Dále bylo nutné zavést kamerový systém a rekonstruovat sociální zařízení a občerstvení, na což město přispělo 10 miliony korun. Harmonogram oprav pak zbrzdil špatně nainstalovaný kabel vyhřívání trávníku z roku 2010, který si vyžádal další úpravy trávníku. Kvůli tomu hrozilo, že Baník bude muset odehrát první dva domácí zápasy sezóny 2012/13 ve vítkovickém azylu, kde přitom zrovna začala demolice betonových ochozů za brankami. Členové Komise pro stadiony a hrací plochy FAČR nakonec uznali hřiště za způsobilé už před zahájením sezóny a tak se přesun do azylu nekonal. Zároveň však Baníku udělili výjimku, protože ani nadále nevyhovovaly bezpečnostní parametry, únikové zóny a celkové zázemí hlavní tribuny. Nejen kvůli tomu vedli Adámek a Šafarčík intenzivní jednání s městem o podpoře financování nejnutnějších úprav Bazalů, které v plánu do roku 2015 vyčíslili na 450 milionů korun. Budoucí variantu kompletní přestavby Bazalů na onen moderní zastřešený stadion pro 20 tisíc diváků odhadli na 900 milionů korun.
V dubnu 2012 byla v severních útrobách hlavní tribuny otevřena hospoda anglického stylu nazvaná "BANÍČEK Restaurant & Football Pub". Iniciátorem a provozovatelem tohoto podniku byl zpěvák Marcel "Woodman" Lesník, který již tou dobou provozoval Garage Club v ostravské části Martinov.

#### Prodej stadionu městu Ostrava
Na podzim 2012 u příležitosti 90. výročí založení Baníku dospěla finanční situace klubu do fáze, kdy Adámek a Šafarčík přestávali stačit financovat jeho provozní náklady a tak začali s městem vést jednání v rovině, aby převzalo Bazaly do své správy podobně jako další sportoviště v Ostravě. Tento záměr přišla na radnici podpořit také spousta osobností z prostředí okolo Baníku. V prosinci 2012 město schválilo zahájení spolupráce s Baníkem v této věci a zadalo audit tehdejší společnosti Bazaly a.s. Na základě tohoto auditu se rozhodlo hlasovat o koupi celého areálu stadionu Bazaly jakožto nemovitosti. Mezitím se v Baníku objevily další skryté dluhy, celkově narostly do výše okolo 160 milionů korun a klubu tak hrozilo nutné vyhlášení insolvence a s tím spojené vyřazení z ligy. Při hlasování na městském zastupitelstvu došlo 20. května 2013 k rozhodnutí, že město Ostrava odkoupilo celý areál stadionu Bazaly za 115 milionů korun (stanovených znaleckým posudkem) a zachránilo tím Baník před bankrotem. Nákup Bazalů z obecního rozpočtu měl řadu kritiků a na zastupitelstvu se ho podařilo prosadit až při opakovaném hlasování. Celou transakci později prověřovali také specialisté z odboru hospodářské kriminality krajského policejního ředitelství. Nikdo nakonec v této věci nebyl obviněn, náměstek primátora Tomáš Petřík transakci mj. shledal jako strategickou investici. Baník získanými penězi umořil nahromaděné dluhy a získal tak ligovou licenci na novou sezónu 2013/14.
Dispozice i samotné umístění stadionu bránily dalším, rozsáhlejším rekonstrukcím, takže město (jakožto nový vlastník) provádělo jen nejnutnější úpravy pro zachování ligových parametrů. Komise pro stadiony a hrací plochy FAČR pak udělovala Baníku výjimky díky různým provizorním úpravám a především s ohledem na chystaný přesun Baníku na Městský stadion ve Vítkovicích, jehož rekonstrukce se však zpožďovala.
V létě 2014 proto na Bazalech proběhla ještě poslední rekonstrukce, kdy zároveň s cílem minimalizovat náklady byly korodující sedačky na hlavní tribuně v sektoru T1 vyměněny za plastové sedačky různých barev z hlavní tribuny vítkovického stadionu a nevyhovující turnikety byly nahrazeny původními turnikety taktéž z vítkovického stadionu. Dále byl vyměněn trávník na hrací ploše a také byly uzavřeny sektory L pro rozšíření nárazníkové zóny a překryty plachtou s rozmnoženou fotografií skupiny fanoušků.
Rekonstrukce Městského stadionu ve Vítkovicích nakonec byla dokončena s ročním zpožděním v květnu 2015, takže poslední výjimka byla Baníku (potažmo Bazalům) udělena pro sezonu 2014/15.

#### Shrnutí odehraných zápasů Baníku
Posledním zápasem Baníku na Bazalech bylo ligové střetnutí 30. května 2015 proti Dukle Praha (remíza 1:1) před 10 340 diváky (dodatečnou výjimkou díky nízké rizikovosti soupeře mohly být otevřeny sektory L). Někteří fanoušci si ze stadionu odnesly "suvenýry" v podobě vytrhaných sedaček, kusů trávníku, brankové sítě a dokonce i konstrukci branek. Dalších 90 sedaček bylo na podzim roku 2019 městem Ostrava vydraženo v elektronické dražbě, která vynesla 104 723 Kč a jejíž výtěžek byl rozdělen mezi čtyři dětské domovy v Ostravě. Za nejvyšší částku 10 500 Kč se vydražila jedna z plastových sedaček s podpisem Milana Baroše.
Po sezóně 2014/15 se Baník Ostrava definitivně přestěhoval na Městský stadion v Ostravě-Vítkovicích. Celkem na Bazalech strávil 56 let, 1 měsíc a 11 dní:
- v 819 ligových utkáních zde dosáhl 477 výher, 209 remíz, 133 proher s celkovým skóre 1507:684,[1][2]
- v 36 zápasech evropských pohárů zde dosáhl 21 výher, 8 remíz, 7 proher s celkovým skóre 64:26.[2]

Výběr nej statistik na Bazalech:
- nejvyšší výhra: 8:1 nad Třincem v sezóně 1963/1964,
- nejvyšší prohra: 0:5 s Lokomotivou Košice v sezóně 1977/1978,
- nejdelší série bez porážky: 74 utkání od léta 1978 do jara 1982.

### Azyl pro Vítkovice
Na podzim roku 1987 měly na stadionu azyl Vítkovice v rámci svých utkání v poháru UEFA proti AIK Stockholm, Dundee United, Vitórii SC a na jaře 1988 také proti Espanyolu Barcelona. Čtvrtfinálovou odvetu proti španělskému soupeři si tehdy nenechalo ujít 25 000 diváků.

### Tréninkové zázemí Baníku Ostrava

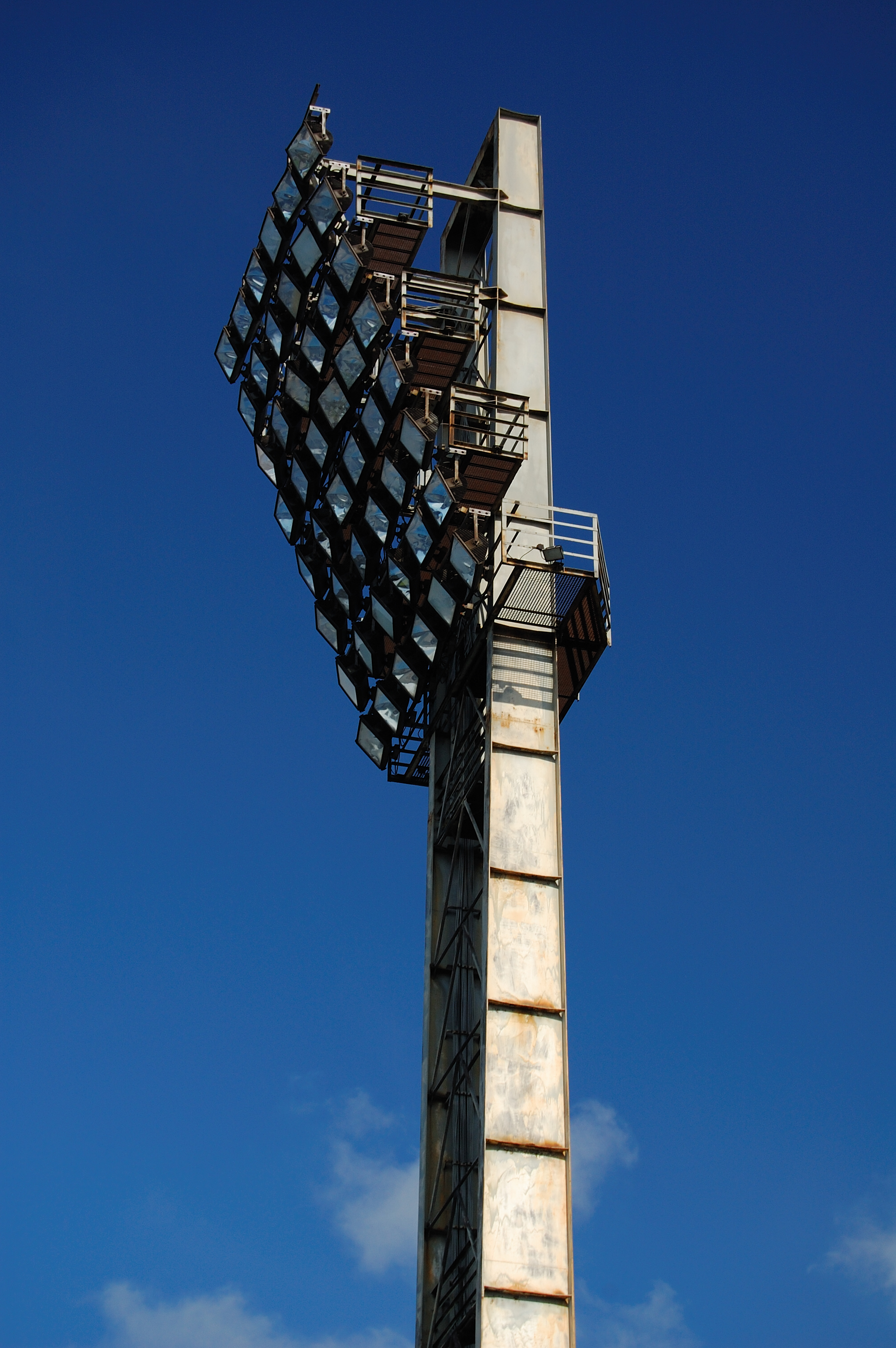
Jeden ze čtyř stožárů umělého osvětlení

V létě 2015 se město Ostrava jako vlastník areálu dále rozhodovalo, jak s ním naložit, a prozatím nabídlo veřejnosti areál k pronájmu za 191 tisíc korun měsíčně bez energií. Tato cena však byla pro Baník na tréninkové účely neúnosná a tak se jeho představitelé v čele s tehdejším majitelem Šafarčíkem snažili vyjednat lepší cenu nebo najít jiné prostory mimo Ostravu. Nakonec si Baník vyjednal nájem 27 tisíc korun měsíčně a jeho hráči dokonce pomáhali s údržbou areálu. Baník tedy dále využíval Bazaly jen pro tréninkové účely.
Mezitím došlo na přelomu srpna a září 2016 k demolici čtyř dominantních osvětlovacích stožárů firmou DAV, protože už pro ně nebylo využití a jejich technický stav byl špatný v důsledku koroze. Stožáry vysoké 52, resp. 37 metrů byly po jednom rozřezány na čtyři díly, spuštěny dolů jeřábem a odvezeny do sběrny kovů.

### Fotbalová akademie FAČR a Baníku Ostrava

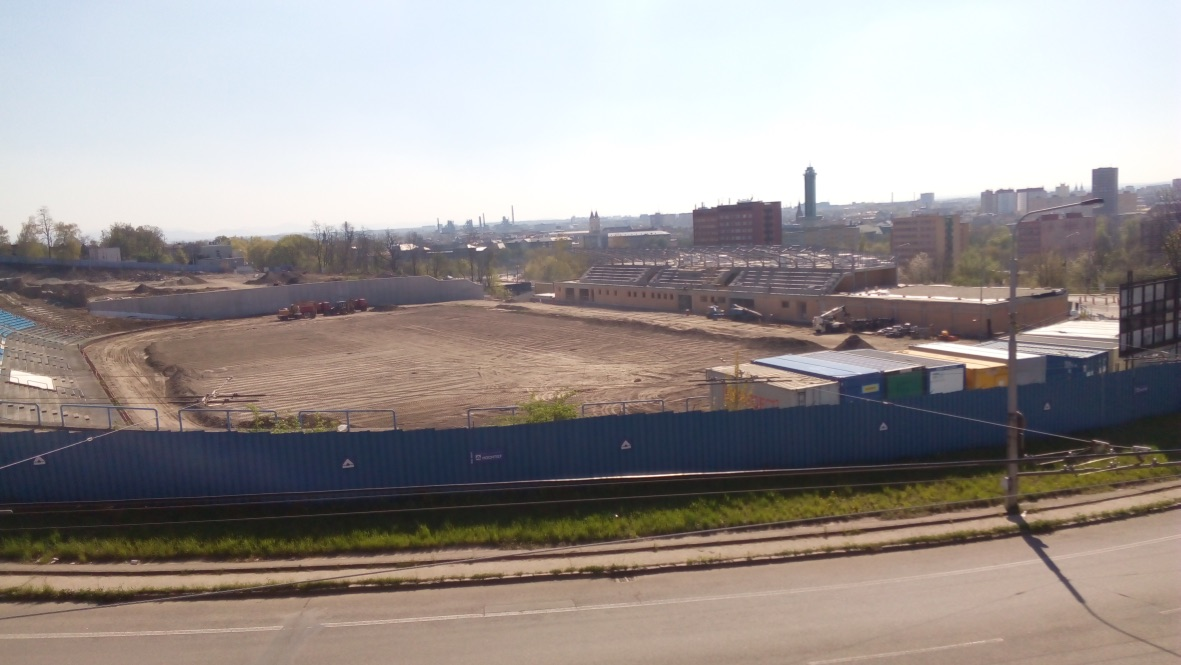
Stavební práce na stadionu v rámci jeho rekonstrukce na tréninkové centrum (duben 2019)

Koncem roku 2016 zastupitelé Ostravy došli spolu s novým majitelem Baníku Brabcem k záměru vybudovat zde fotbalové tréninkové centrum, potažmo rozšířit Regionální fotbalovou akademii pro Moravskoslezský kraj, která byla do té doby jen v Karviné. V únoru 2017 byl schválen investiční záměr s předpokládanou investicí přes 200 milionů korun z městské kasy, což zahrnovalo 5+1 tréninkových hřišť a postavení nové tribuny se zázemím na místě té stávající, kterou se již nevyplatilo rekonstruovat.
V červenci 2018 začala vysoutěžená firma Hochtief s demolicí tehdejší hlavní tribuny a poté pokračovala s terénními úpravami ploch v jižní části areálu. Aby tyto mohly vzniknout, byla převrtávána pilotová stěna o délce 196 m a necelých 90 m opěrných stěn. Rekonstrukce měla být dokončena do října 2019, ale byla zpožděna o 2 měsíce kvůli komplikacím s podložím. Stavební firma narazila na skálu v místě „useknutých“ ochozů. Celý svah je podepřen piloty, přičemž ty zasypané nebyly v ideálním stavu a bylo potřeba je zpevnit. Sanovat bylo potřeba také průrvu v místě někdejších hodin, kde dnes stojí betonová zeď mezi hracími plochami. Dále bylo nakoupeno nové, vnitřní vybavení hlavní tribuny (posilovna, tělocvična, regenerační prostory apod.) či technické vybavení pro údržbu areálu (stroje, traktory, sekačky).
Celkové náklady vyšly na 320 milionů korun, přičemž město zaplatilo 220 milionů, Moravskoslezský kraj 70 milionů a zbylých 30 milionů dodala městská společnost Vítkovice Aréna, která areál provozuje. Její ředitel Libor Folwarczny odhaduje roční provozní náklady na 12 až 14 milionů korun. Větší část z nich je v plánu pokrýt z nájemného, které bude platit:
- Regionální fotbalová akademie Moravskoslezského kraje (FAČR) - podle memoranda, které sepsala FAČR, město Ostrava a město Karviná v červnu 2019, si nechá Karviná děti ze své spádové oblasti směrem na sever a ostravské Bazaly pokryjí jižní část Moravskoslezského kraje.
- Baník Ostrava - klub sem přesunul svou akademii pro mládež i sídlo klubového vedení[86], do budoucna by zde rád měl tréninkové prostory také pro A tým, B tým nebo ženský tým, což však bude záviset na volných kapacitách areálu.[59]

Zbytek provozních nákladů bude město dotovat stejně jako další svá sportoviště. Tato finanční stránka spolu s celkovými pořizovacími náklady 435 milionů korun (115 milionů za nákup pozemků a 320 milionů za rekonstrukci) z veřejných zdrojů byly terčem kritiky. Odpůrci přestavby Bazalů kritizují, že v Polsku nebo na Slovensku za takovou částku dokázali postavit plnohodnotný moderní fotbalový stadion, potažmo tréninkové areály s mnohem větším počtem hřišť. Podle ostravského primátora Macury však převážily tyto argumenty:
1. Ostravě chyběl ucelený fotbalový areál, kde by mohli trénovat výkonnostní sportovci. Navíc za posledních 25 let zmizelo z města 16 fotbalových hřišť.
2. Ostrava jako jedno z posledních krajských měst nemělo Fotbalovou akademii. Ta byla zatím jen v Karviné, kam dojíždělo nejvíc mladých sportovců právě z Ostravy.
3. Bylo v zájmu na Bazalech zachovat fotbalovou tradici i genius loci.

## Parametry tréninkového centra (od roku 2019)

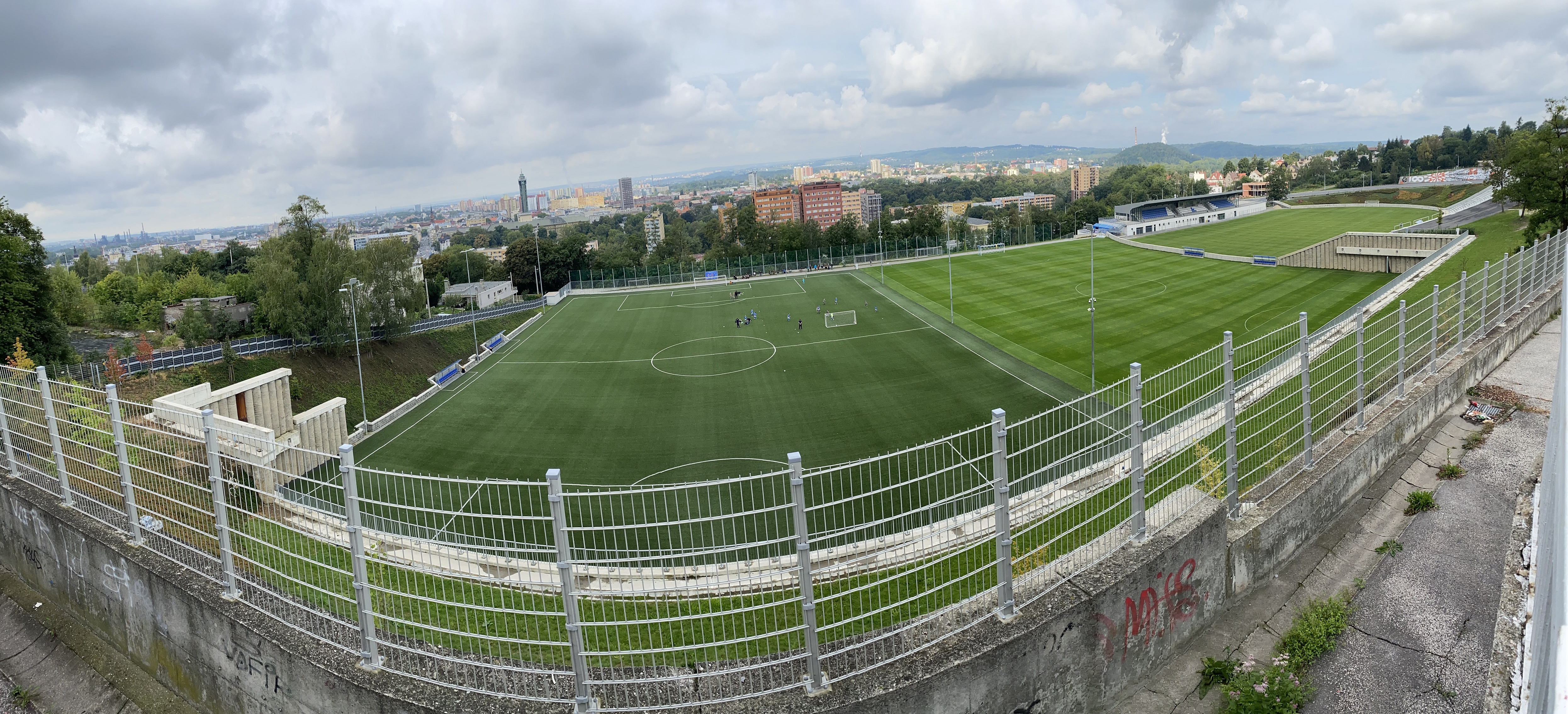
Panoramatický pohled na celý areál (2022)

### Kapacita
Po dokončení rekonstrukce na tréninkové centrum je prostor pro diváky pouze na hlavní tribuně s kapacitou 450 míst (všechna jsou k sezení).
Aktuální velikost protější, nekryté tribuny odpovídá původním sektorům L1, S1, S2, S3 a P2, které pojaly okolo 8 tisíc diváků, takže do budoucna by mohla být divácká kapacita centra navýšena pro utkání nižších soutěží (MSFL a níže).

### Sportovní zázemí

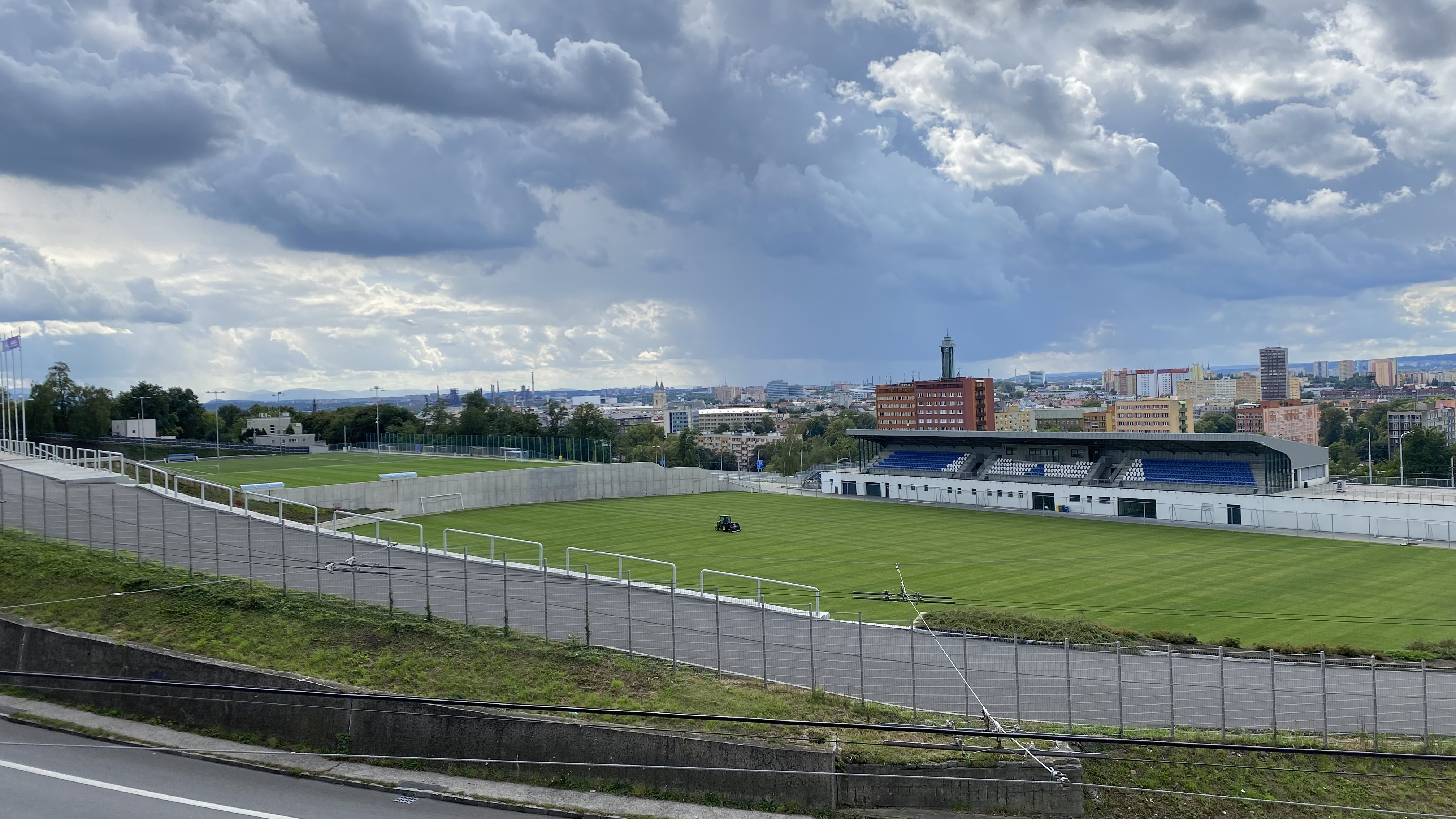
Pohled na tréninkové centrum ze severovýchodu (2022)

Nynější hlavní tribuna je navržena zhruba ve stopě původní tribuny na zmenšené ploše o celkových rozměrech 122,2 x 18,6 m se dvěma podzemními a dvěma nadzemními podlažími.
Ve svých útrobách skýtá tělocvičnu, posilovnu, krytou běžeckou dráhu na 60 m, šatny i prostory pro regeneraci.

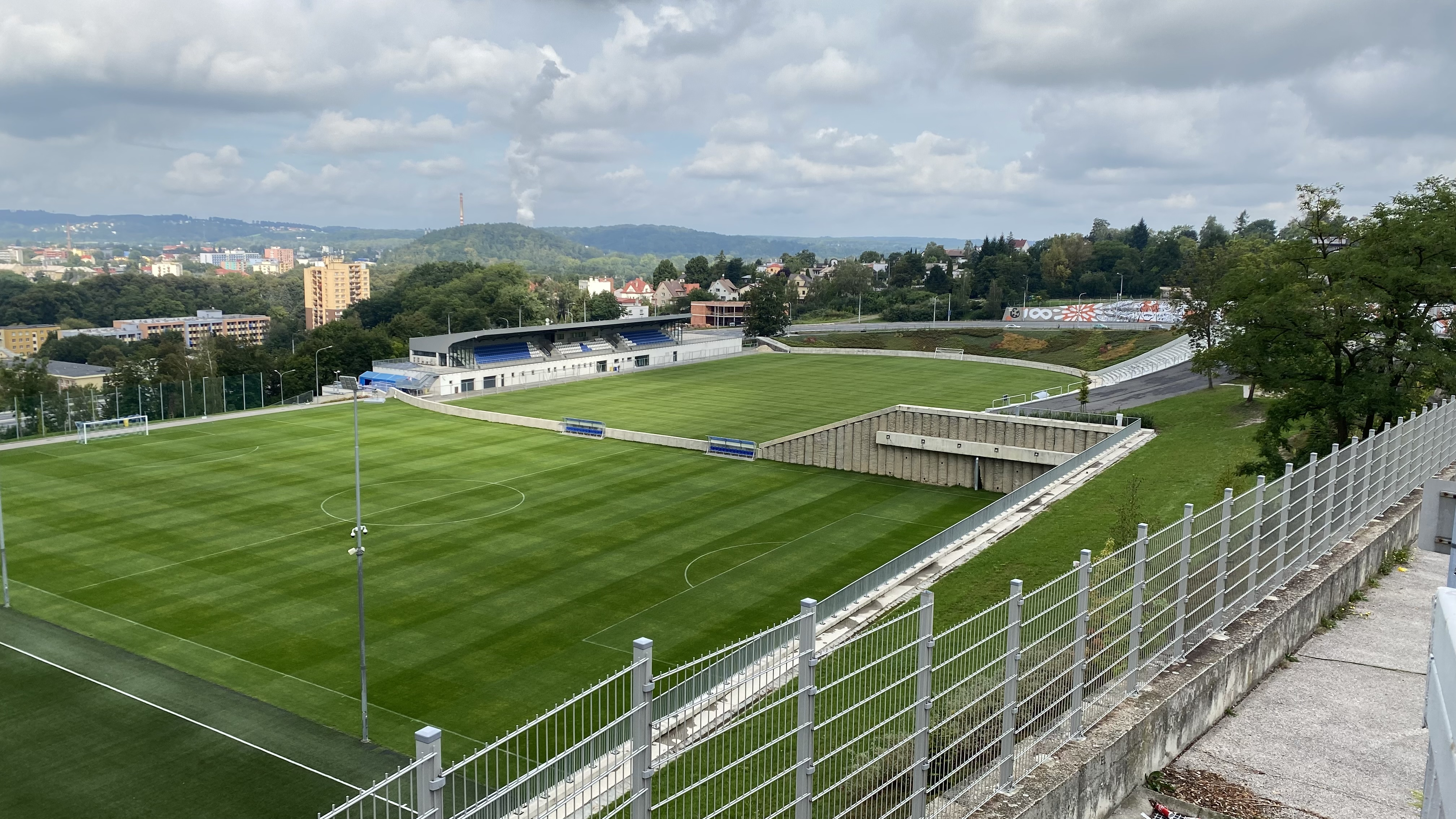
Pohled na tréninkové centrum z jihovýchodu (2022)

### Tréninkové plochy
Areál skýtá až 5 tréninkových ploch nebo 1 hrací plochu a 2 tréninkové plochy, z toho vždy 1 tréninková plocha s umělým travnatým povrchem a umělým osvětlením pro celoroční provoz. Plochy s přírodním travnatým povrchem nejsou určeny pro celoroční používání, budou opakovaně dostupné přibližně od druhé poloviny března do října až listopadu dle aktuálních klimatických podmínek v daném roce.

#### Severní část areálu (před hlavní tribunou)
- 1 hrací plocha o rozměrech 105 x 68 m nebo 3 příčné tréninkové plochy o rozměrech 80 x 40 m na přírodním travnatém povrchu (bez vyhřívání[84])

#### Jižní část areálu
- 1 tréninková plocha o rozměrech 105 x 68 m s přírodním travnatým povrchem
- 1 tréninková plocha o rozměrech 105 x 68 m s umělým travnatým povrchem a umělým osvětlením

## Parametry fotbalového stadionu (do roku 2015)

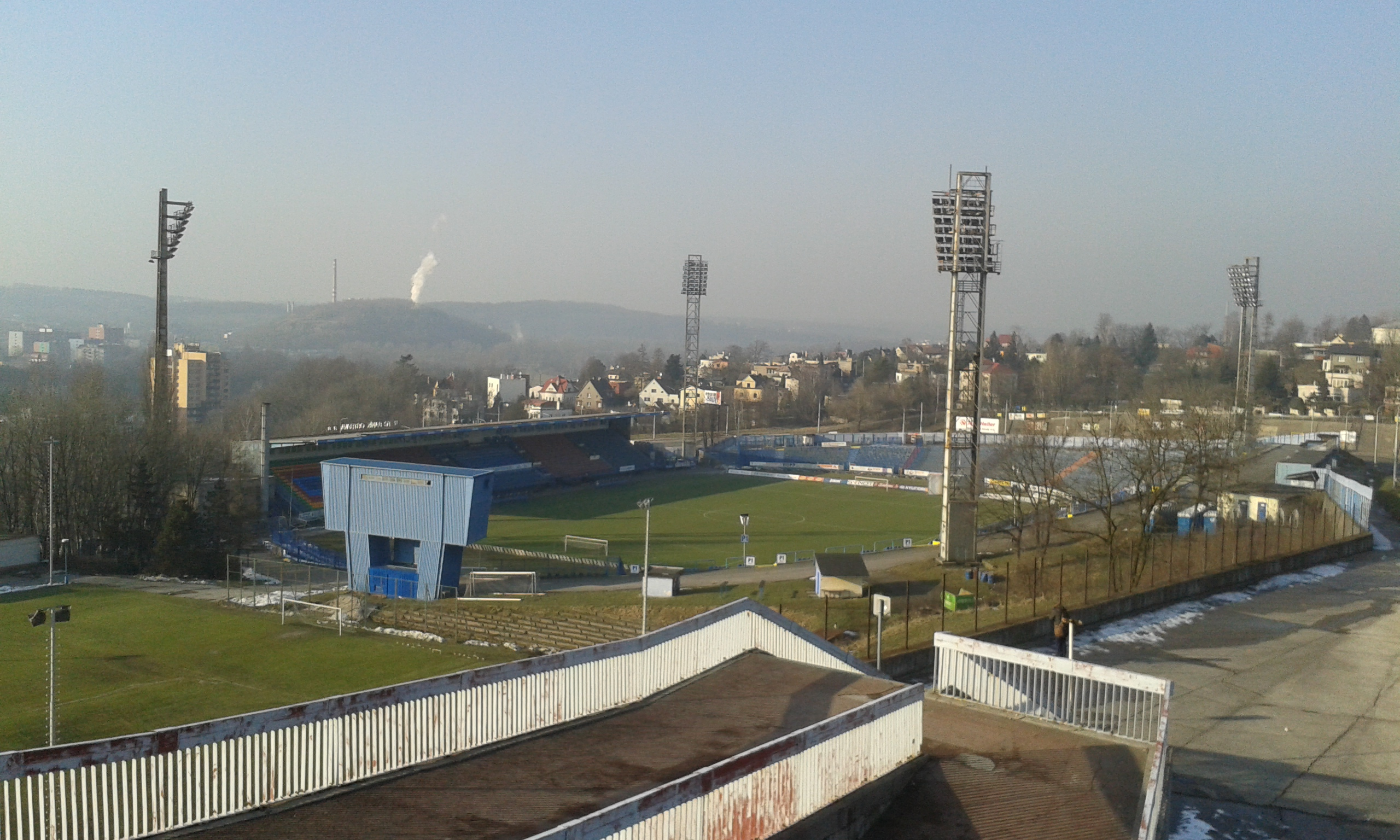
Pohled na stadion z jihovýchodu (2015)

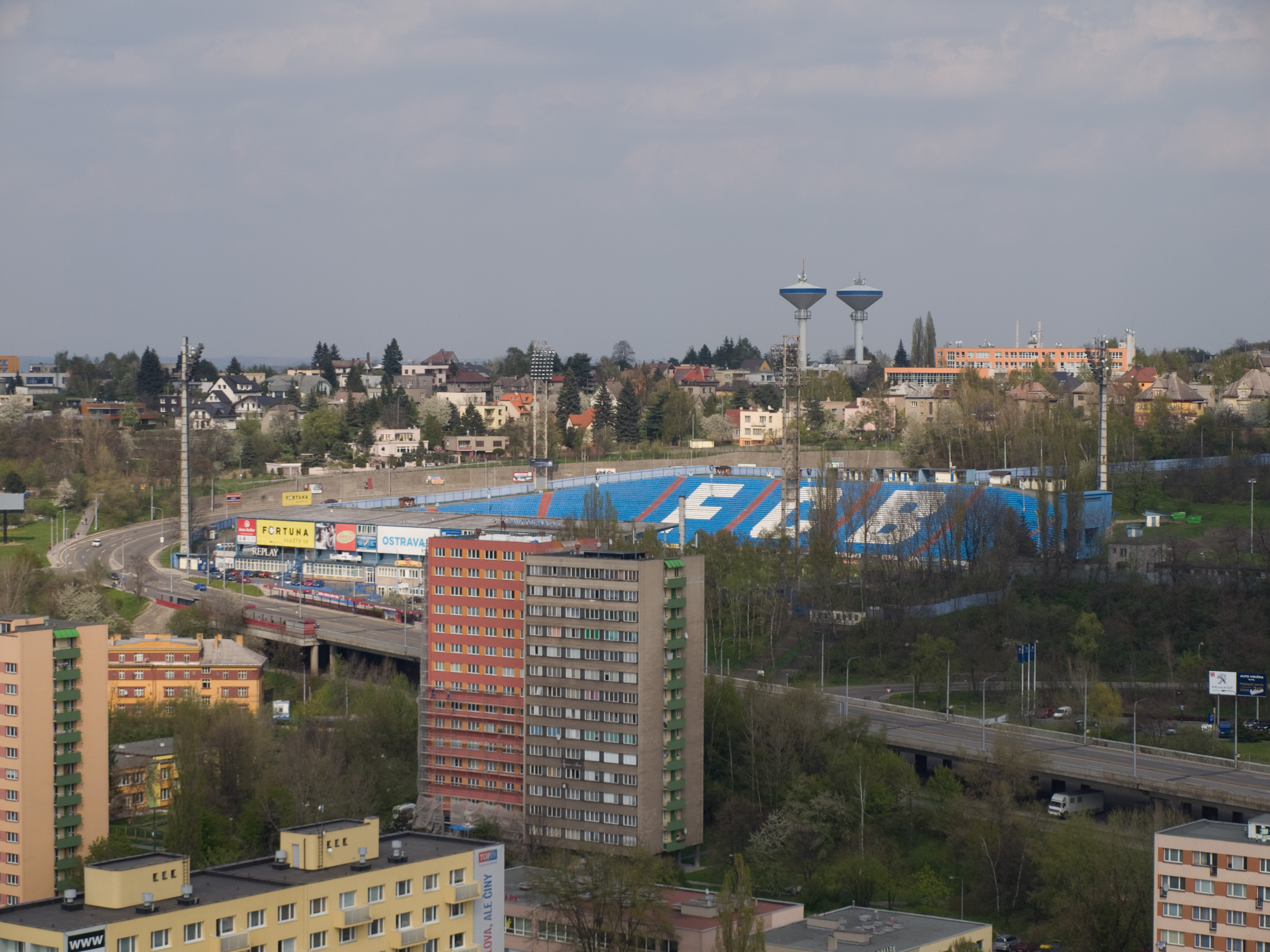
Pohled na stadion z věže Nové radnice (2010)

### Kapacita
Původní kapacita stadiónu byla přes 30 000 diváků a ještě v 80. letech 20. století zde takové návštěvy nebyly výjimkou. Původní kapacita se však snížila v důsledku rekonstrukcí a přebudováním veškerých míst na sezení, takže se v létě 2004 ustálila na počtu 17 372 míst. U zábradlí nad sektory P, S a L bylo mj. místo ke stání pro dalších 200–300 lidí.
V domácím utkání proti pražské Spartě v březnu 2014 došlo k masovým výtržnostem, kvůli kterým musely být později uzavřeny sektory L pro rozšíření nárazníkové zóny a tak poslední sezóna 2014/15 byla odehrána s kapacitou 10 039 míst (původně hrozilo snížení až na 8 800 míst). Přesto se však stadion dlouhodobě řadil mezi největší domácí stánky a to i návštěvností, která bývala v průběhu let jedna z nejvyšších v lize.

#### Historický vývoj kapacity stadionu
- 04/1959 - 06/1967: 32 500 (z toho 7500 k sezení)[93]
- 1967 - 1971: 28 500 (z toho 3500 k sezení) - po dokončení nové hlavní tribuny byla místa k sezení jen na ní[10]
- 1971 - 1976: 33 000 (z toho 3500 k sezení)[94][95]
- 1976 - 1983: 30 000 (z toho 3500 k sezení)[96][97][98]
- 1983 - 1994: 32 000 (z toho 3500 k sezení)[99]
- 07/1994 - 06/2000: 18 667 (všechna k sezení) - po rekonstrukci všech míst k sezení[10]
- 07/2000 - 05/2003: 19 569 (z toho 19 065 k sezení)[100]
- 06/2003 - 09/2003: 16 518 (všechna k sezení) - po rekonstrukci v rámci projektu "Stadiony 2003"
- 10/2003 - 05/2004: 18 020 (všechna k sezení) - po přimontování sedaček do nejnižších 4 řad pro navýšení kapacity
- 06/2004 - 05/2014: 17 372 (všechna k sezení) - po rekonstrukci pro zápasy evropských pohárů[13]
- 06/2014 - 05/2015: 10 039 (všechna k sezení) - po uzavření sektorů L a rozpůlení sektorů S a P z bezpečnostních důvodů[91]

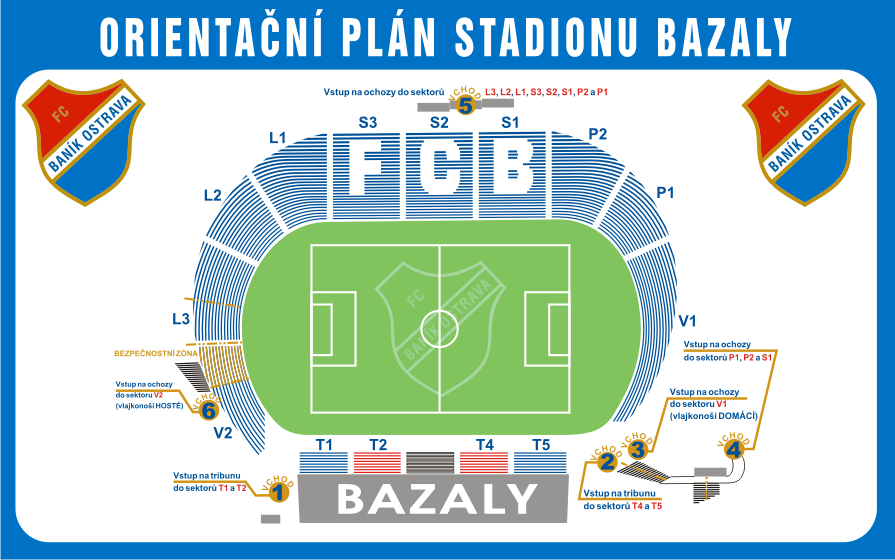
Plán původních diváckých sektorů

### Divácké sektory[101]

#### Hlavní tribuna (krytá samostatná sezení)
- T1 a T2 - tribuna vlevo: 1 107 míst (vchod 1 - jedna pokladna, dva vstupní koridory a samostatný vstup pro imobilní diváky)
- T3 - 237 VIP křesel a 100 novinářských sedadel (vchod VIP - jeden samostatný vstup před hlavní tribunou a druhý přes restauraci)
- T4 a T5 - tribuna vpravo: 1 220 míst (vchod 2 - jedna pokladna, jeden vstupní koridor)

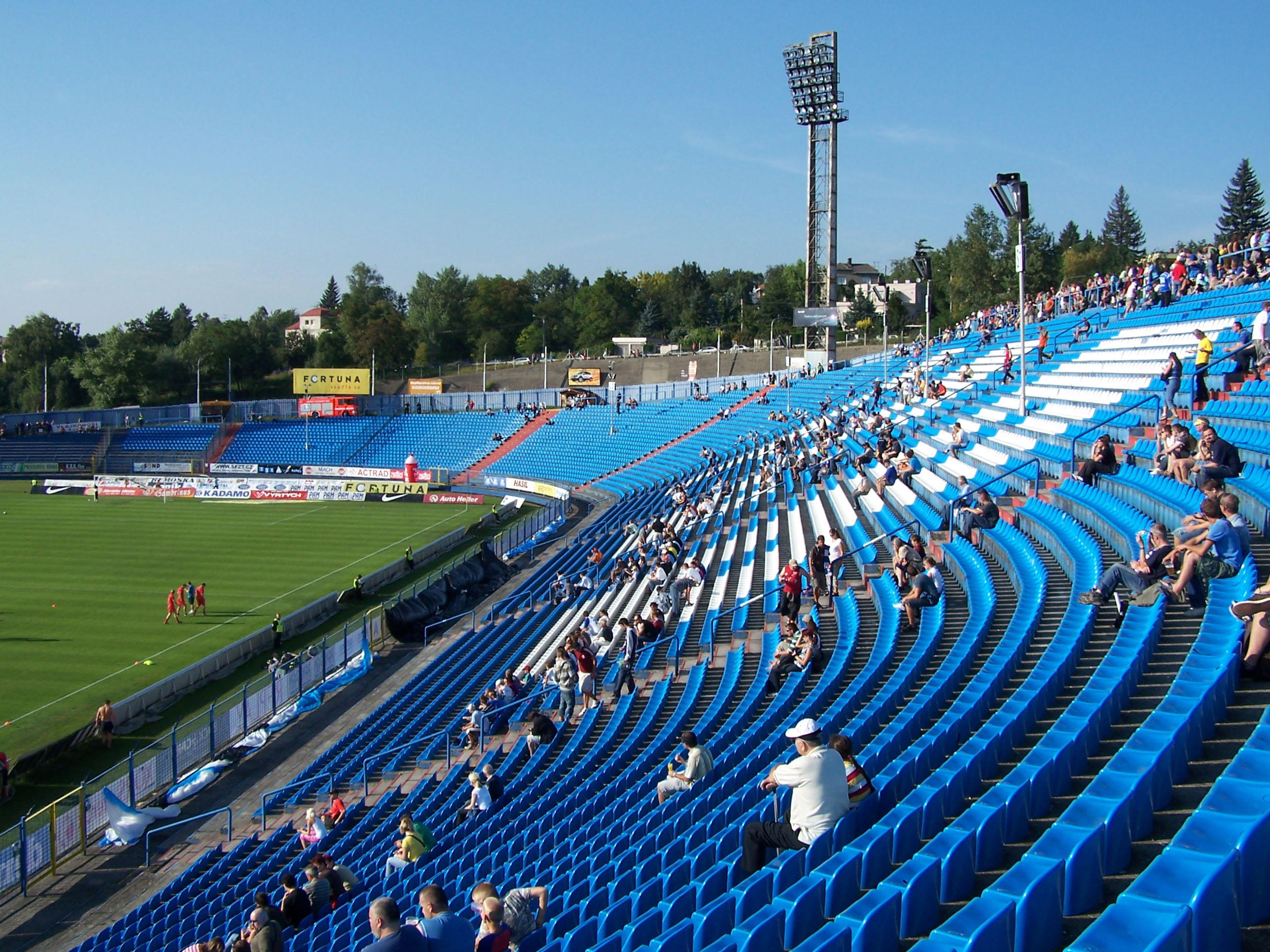
Ochozy (protilehlá tribuna)

#### Ochozy (nekrytá samostatná sezení)
- V1 - vlajkonoši domácí: 1 400 míst (vchod 3 - jedna pokladna, dva vstupní koridory)
- P1, P2 - ochozy vpravo: 2 784 míst a pravý střed 1 996 míst (vchod 4 - dvě pokladny, čtyři vstupní koridory)
- S1, S2, S3 - ochozy střed: 5 988 míst (vchod 5 - dvě pokladny, 10 vstupních koridorů)
- L1, L2, L3 - ochozy vlevo: 3 848 míst (vchod 5 - dvě pokladny, 10 vstupních koridorů)
- V2 - vlajkonoši hosté: 526 míst (vchod 6 - jedna pokladna, jeden vstupní koridor)

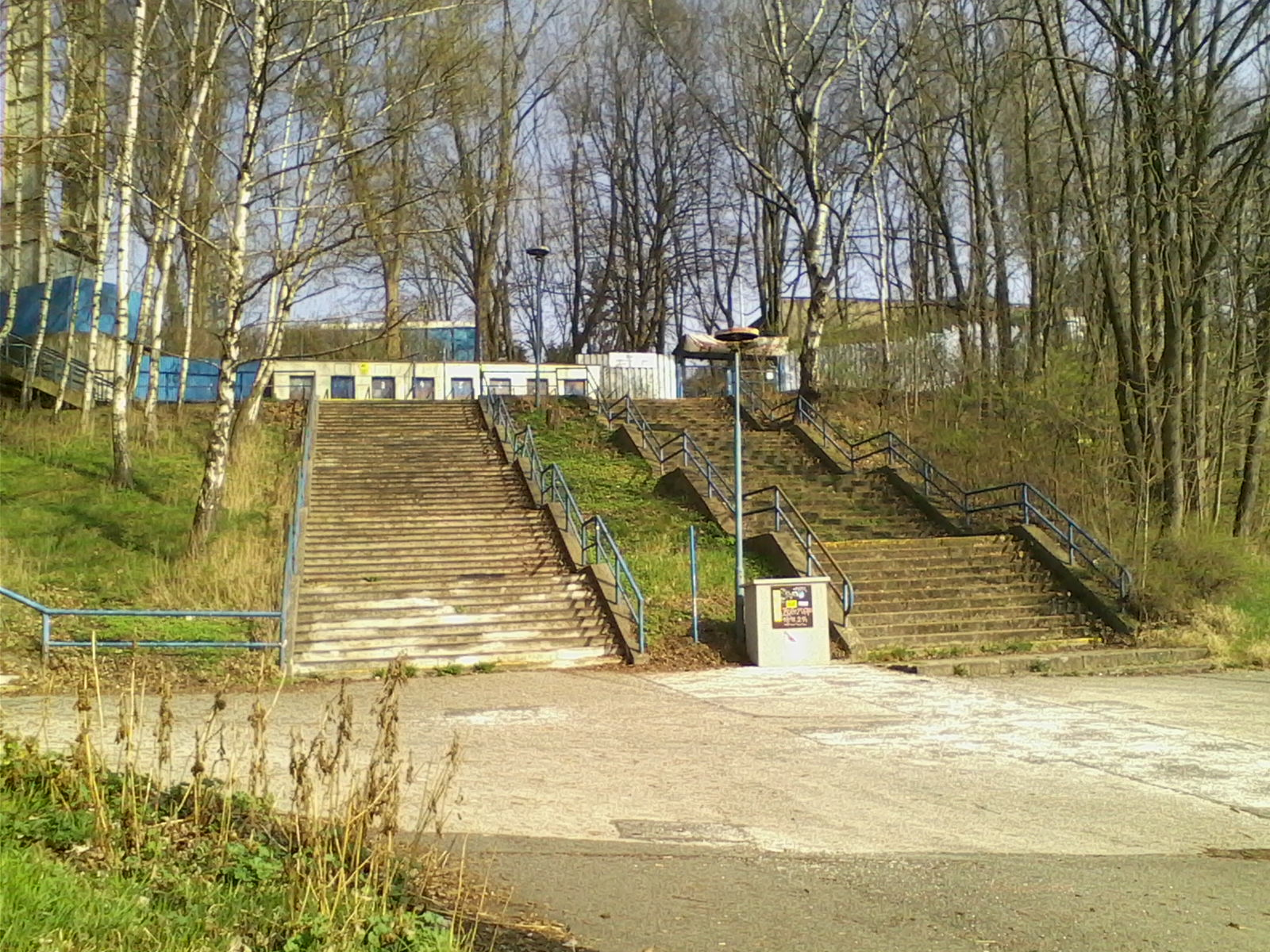
Bývalé schody na stadion ke vstupu do sektorů P1, P2 a S1.

### Hrací plocha
- Rozměry hrací plochy: 105 × 68 m
- Rozměry veškeré travnaté plochy: 125 × 86 m
- Osvětlení: 1548 / 1067 lx
- Výsledková tabule: Leurocom 2,90 × 7,20 m

### Sportovní zázemí
- Šatna domácích: 104 m²
- Šatna hostí: 97 m²
- Šatna rozhodčích: 54 m²
- Šatna pro delegáta: 24 m²
- Ošetřovna pro hráče a rozhodčí: 24 m²

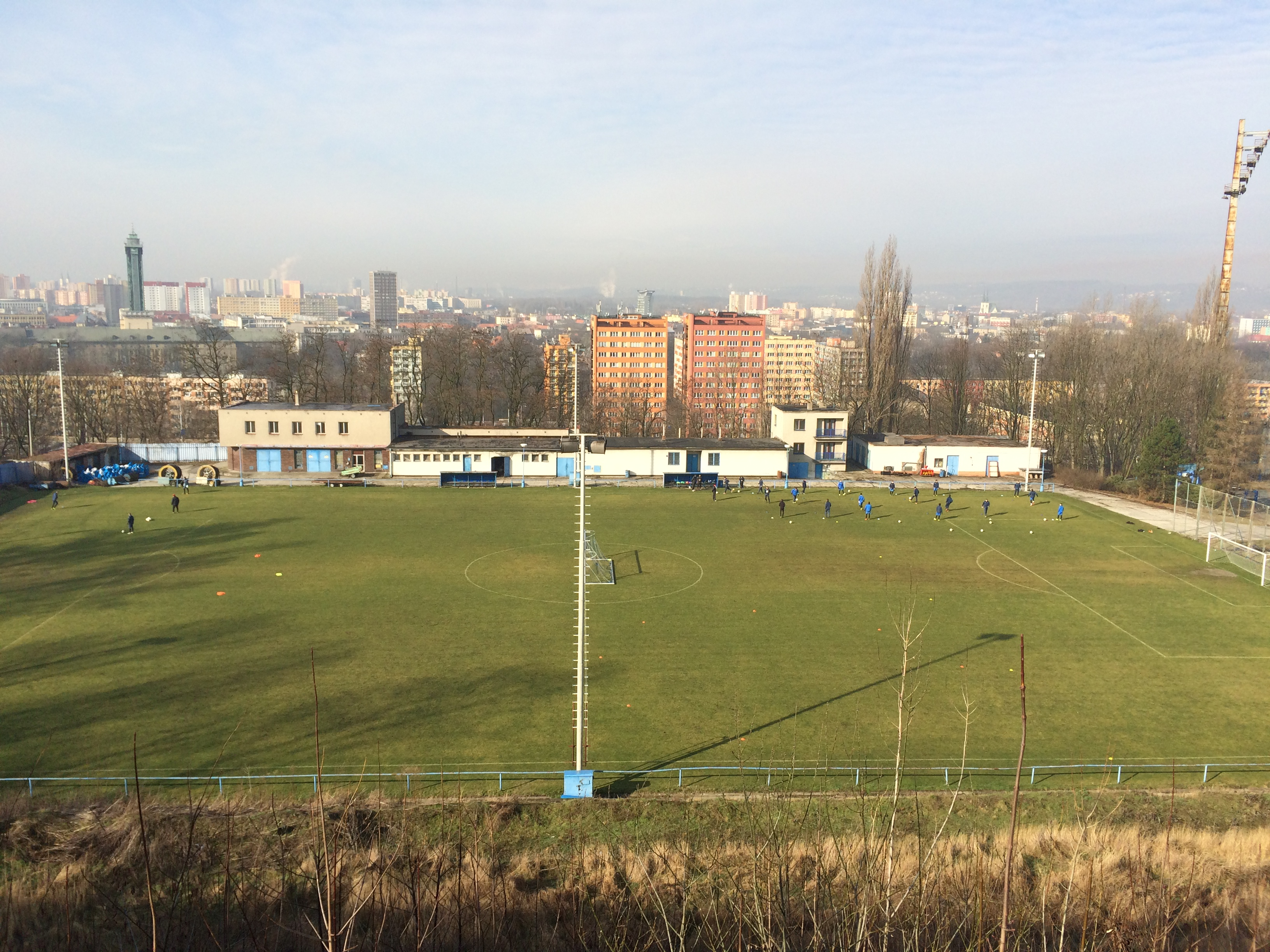
Původní tréninkové hřiště za výsledkovou tabulí

- Antidopingová vyšetřovna: 25 m²

### Média
- Press centrum: 63 m²
- Místnost pro fotografy: 51 m²
- Pracovní místnost médií: 106 m²
- Mix zóna: 60 m²

### Tréninkové plochy
Součástí stadionu byla i dvě tréninková hřiště standardních rozměrů, jedno s travnatým povrchem a ochozem za výsledkovou tabulí a druhé škvárové dále na jih za Liskovou vilou. To bylo v květnu 2011 prodáno developerské firmě JTT JAKLOVEC a.s., jejímž záměrem je na tomto místě postavit byty.

## Diváci

### Rekordní návštěvy

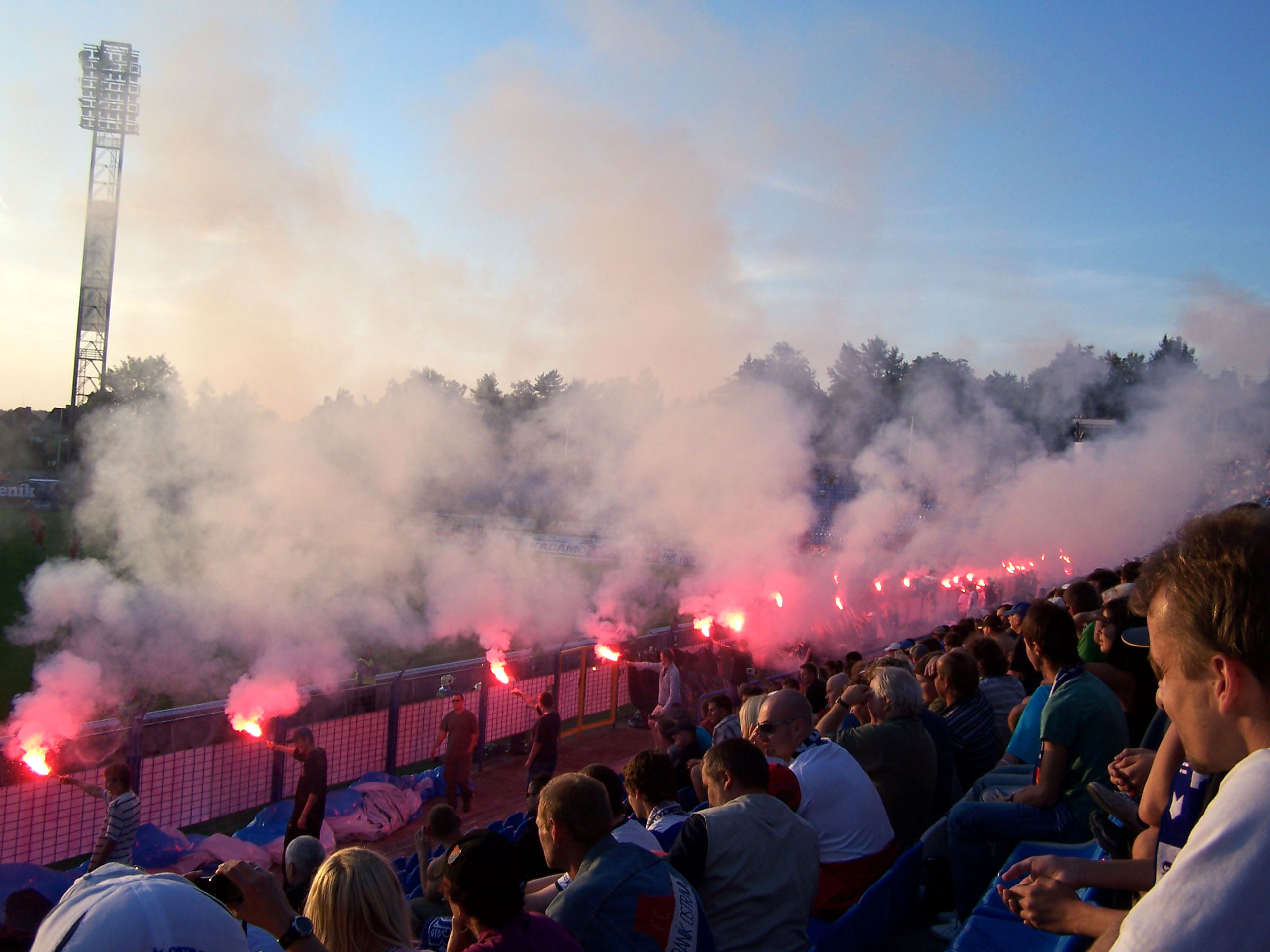
Atmosféra na Bazalech

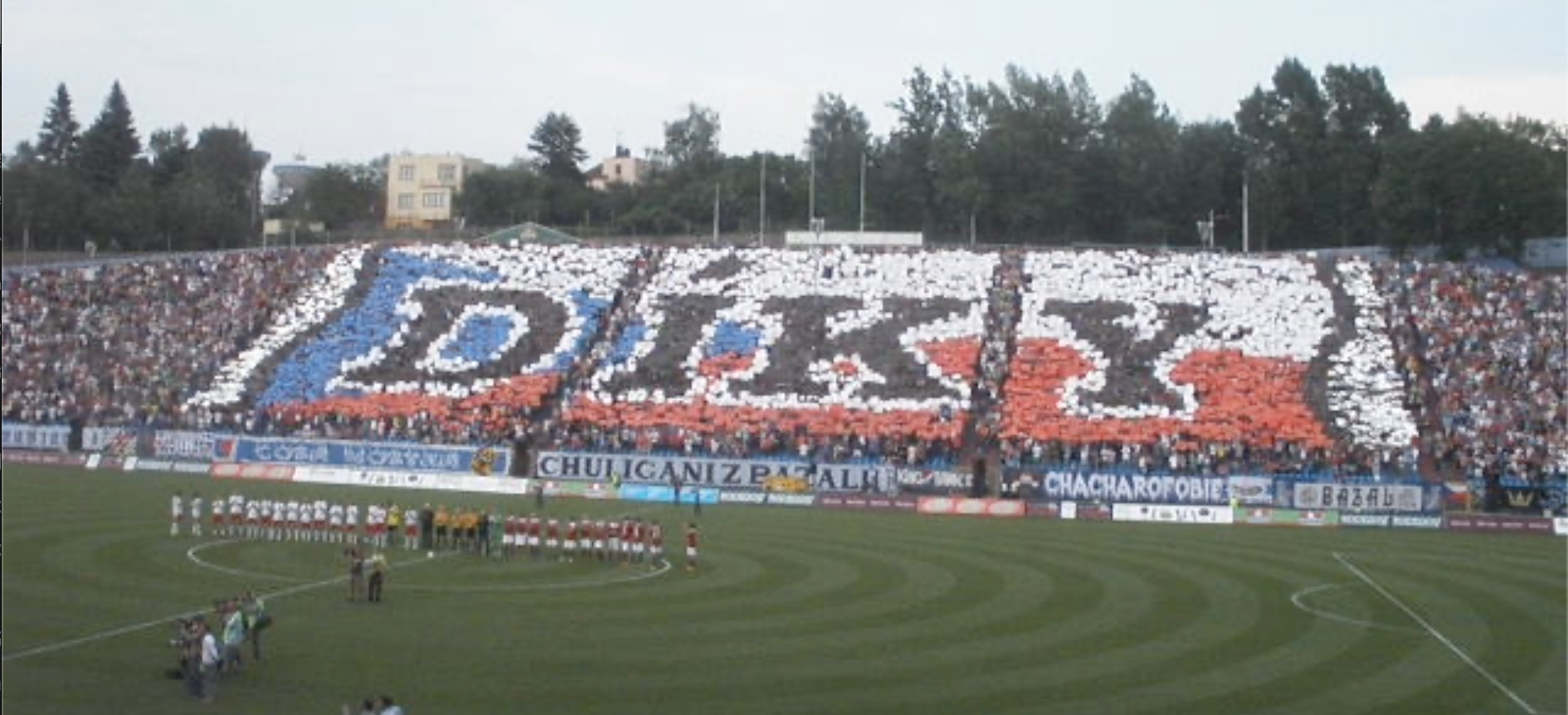
Choreo při benefici Marka Jankulovskiho (červen 2013)

Největší nápory fanoušků zažívaly Bazaly v 70. a 80. letech 20. století během zápasů evropských pohárů a poté v mistrovské sezóně Baníku 2003/04, kdy se Bazaly staly díky průměrné domácí návštěvě 15 376 diváků nejnavštěvovanějším stadionem sezóny. Stadion byl vždy vyprodaný od zápasu se Zlínem v 9. kole Gambrinus ligy až do konce sezóny, kdy poslední domácí zápas se Spartou byl korunován předáním mistrovské trofeje do rukou tehdejšího kapitána Radoslava Látala.
Pořadí návštěv zápasů v evropských pohárech je následující:
1. 33 000 diváků: 25. 4. 1979, TJ Baník Ostrava OKD - Fortuna Düsseldorf[106]
2. 32 269 diváků: 5. 3. 1975, TJ Baník Ostrava OKD - Borussia Mönchengladbach[107]
3. 32 000 diváků, 18. 3. 1981, TJ Baník Ostrava OKD - Bayern Mnichov[108]
4. 32 000 diváků: 21. 10. 1981, TJ Baník Ostrava OKD - FK Crvena Zvezda Bělehrad[109]
5. 31 000 diváků, 20. 10. 1976, TJ Baník Ostrava OKD - Bayern Mnichov[110]
6. 25 000 diváků, 21. 3. 1979, TJ Baník Ostrava OKD - 1. FC Magdeburg[111]
7. 25 000 diváků: 24. 10. 1979, TJ Baník Ostrava OKD - Dynamo Kyjev[112]
8. 25 000 diváků: 3. 11. 1982, TJ Baník Ostrava OKD - Valencia CF[113]

Neoficiální prvenství drží duel hraný 28. 6. 1976 mezi domácím Baníkem a reprezentačním výběrem Brazílie, který ladil formu před olympijskými hrami v kanadském Montrealu. Na tribunách a také na dalších strategicky dobře položených místech v okolí stadionu, jako byly ploty či stromy, mohlo být podle neoficiálních odhadů až 35 000 fanoušků.
Naposledy byly Bazaly vyprodané při benefičním utkání ostravského odchovance Marka Jankulovského, který se v červnu 2013 loučil s kariérou před 19 600 diváky.

### Choreografie
Fanoušci Baníku se během zápasů svého klubu nesčetněkrát prezentovali nápaditými choreografiemi, které kombinovaly dohromady transparenty, igelitové pruhy, papírové konfety, vlajky, balónky nebo pyrotechniku různého druhu. Nejčastěji probíhaly v kotli domácích fanoušků v sektoru P2, který se později přesunul do sektoru V1.
Mezi nejvíce obdivované choreografie však dlouhodobě patřily tzv. kartoniády, kdy se při vyšších návštěvách na sektorech S1, S2 a S3 rozmisťovalo na jednotlivé sedačky okolo 7000 barevných kartonů formátu A2. Diváci je pak zvedali v jeden okamžik nad hlavu a vytvářeli tak podívanou pro okolní sektory a televizní kamery. Během zápasu mezi Baníkem a Spartou dne 1. 3. 2003 byl na tomto stadionu proveden první pokus o kartoniádu v ČR. Její výsledek sice nebyl nijak oslnivý, ale položil pro tento směr základy v řadách českých sportovních fanoušků. S příchodem regulí projektu ČMFS "Stadiony 2003" a s tím spojeného povinného osazování stadionů sedačkami se otevřel potenciál tohoto druhu choreografií naplno.
Mezi působivé choreografie pravidelně patřilo také roztažení sektorových plachet (vlajek) s nápisem King Baník a s Bazalbubem přes sektory S1, S2 a S3, pro které byly tyto plachty svými rozměry přesně navrženy.

### Výtržnosti
Utkání na Bazalech mnohdy proslula nejen výbornou atmosférou, ale také excesy, které nezřídka kdy končily zásahem policie:
- 19. 4. 1959: Baník - Ústí nad Labem (2:3) - v premiérovém utkání na Bazalech cítili domácí fanoušci křivdu za upřený regulérní gól i penaltu a vymyšlenou penaltu proti Baníku, rozvášněný dav po zápase vtrhl na hřiště a chtěl si to s rozhodčím vyřídit, proti čemuž zasáhla Veřejná bezpečnost.
- 1. 11. 1989: Baník - Dynamo Kyjev (1:1) - na utkání dorazilo okolo 4000 příznivců hostí především z řad sovětských vojáků, kteří byli rozmístěni na území tehdejšího Československa. Usadili se na místech pro domácí, což spolu s rostoucími protirežimními náladami vyvolalo potyčky, které vyústily v házení kamenů, lahví a mnoho zraněných diváků. Po zápase na parkovišti pod Bazaly bylo také poničeno několik autobusů sovětských příznivců.
- 12. 3. 1997: Česko - Polsko (2:1) - během přátelského utkání národních týmů se do sebe pustily znepřátelené tábory polských fanoušků, pomohli si přitom vytrhávanými sedačkami a nakonec také zranili několik zasahujících policistů.[119]
- 3. 4. 1998: Baník - Sparta (2:1) - po zápase vběhly v euforii stovky domácích fanoušků na hřiště, aby poděkovali za výhru svým oblíbencům, jenže někteří to zneužili pro útok na sektoru hostujících fanoušků a tak byli rozehnáni policisty na koních.
- 1. 5. 1999: Baník - Sparta (2:0) - tehdy byly na nekrytých ochozech pouze lavice a kotel domácích fanoušků byl v sektoru P2, přičemž od sektoru S1 byl oddělen plotem střeženým policií. Ve 2. poločase se domácí kotelníci snažili tuto bariéru překonat a zaútočili na přítomné policisty vytrhanými lavicemi. Ti je následně vytlačili ven z jejich sektoru (viz video).
- 17. 3. 2000: Baník - Opava (2:2) - domácími příznivci bylo odpáleno velké množství pyrotechniky, množství svící a také 30 dýmovnic. Kvůli vzniklé mlze bylo utkání na dlouhé minuty přerušeno a policie kvůli tomu vytlačila velkou část diváků ze stadionu.
- 30. 9. 2004: Baník - Middlesbrough (1:1) - před utkáním vypukla několikaminutová rvačka s Angličany roztroušenými mimo sektor pro hostující fanoušky. Výtržníci po sobě také házeli vytrhané sedačky a tak proti nim zasáhla policie.
- 23. 10. 2004: Baník - Sparta (0:2) - nevraživé pokřiky mezi oběma tábory fanoušků vyústily v druhé půli zápasu v oboustrannou snahu prorazit nárazníkovou zónu mezi domácím a hostujícím sektorem, což utlumují těžkooděnci pomocí detonujících rozbušek a obušků. Po fyzických střetech s policií jsou tři domácí fanoušci odvezeni do nemocnice, jeden v bezvědomí sanitkou přímo ze stadionu. Po zápase několika stovek domácích doráží u sektoru hostů na policisty a autobus s hostujícími fanoušky. Policisté rozhánějí srocený dav prostřednictvím pěti strážníků na koních. Odpovědí jim je letící kamení na jejich přilby a štíty, což si však policisté nenechají líbit a spolu s psovody, jejich štěkajícími vlčáky a dalšími těžkooděnci začnou rázně vytlačovat dav ze silnice.[120]
- 2. 12. 2007: Baník - Sparta (0:0) - asi stovka chuligánů Baníku a spřáteleného klubu z polských Katowic ve žlutých čepicích se v prvním poločase neúspěšně dobývala do sparťanského sektoru. Vzduchem létalo také 340 vykopnutých sedaček, nakonec to skončilo bitkou s policejními těžkooděnci a policisty na koních, kteří dav rozehnali za pomoci dělobuchů a rozbušek. Podle představitelů Baníku měli řádění na svědomí především polští chuligáni.[121]
- 6. 11. 2010: Baník - Plzeň (0:2) - po zavedení vstupenek na jméno v kombinaci s kartou fanouška se mnozí fanoušci Baníku rozhodli dát svůj nesouhlas účastí na domácích zápasech v místech tzv. "tribuny chudých" v přilehlé ulici Bronzová. Během 1. poločasu tohoto zápasu odtud začali házet světlice a dýmovnice do sektoru s hostujícími fanoušky, přičemž mnohé kusy pyrotechniky dopadaly také na silnici pod nimi a její provoz v ulici Českobratrská. Proto proti nim zasáhli těžkooděnci, použili však slzný plyn, který se následně rozptýlil také nad celý stadion a způsobil jinak pokojným divákům i hráčům dýchací obtíže. Utkání bylo kvůli tomu na 20 minut přerušeno, mnozí fanoušci kvůli tomu opustili stadion a kotel domácích fanoušků se o přestávce vydal před stadion bránit své přátele vytlačené policií. Před hlavní tribunou se během 2. poločasu spustila bitka mezi stovkami chuligánů a policejními těžkooděnci vyostřená vrháním kamení a kusů betonu na policisty. Tehdejší majitel Baníku Tomáš Petera celou událost označil za "atentát na Baník a na fotbal" a ukončil publikování příspěvků na svém blogu.[122]
- 22. 3. 2014: Baník - Sparta (1:1) - během přestávky vylétlo ze sparťanského sektoru mezi domácí několik světlic. To si mnozí domácí diváci nenechali líbit, začali házet zapálenou pyrotechniku zpět, vytrhali okolo 600 sedaček a po chvíli také prolomili ploty nárazníkové zóny. Až po několika minutách se domácí pořadatelé rozhodli na pomoc povolat policejní těžkooděnce, kteří pak vytlačili výtržníky (i mnohé pokojné diváky) až k sektoru S3.[89] Důsledkem toho byla opatření v čele s drastickým snížením kapacity stadionu.
- 14. 2. 2015: Baník - Myjava (2:0) - ultras Baníku vnikli ve 30. minutě přátelského utkání na hrací plochu, aby na 5 minut přerušili zápas a v pokojném protestu přečetli prohlášení, ve kterém ohlásili bojkot domácích zápasů v jarní části fotbalové ligy 2015/16. Vygradoval tím jejich dlouhodobý spor s tehdejším vedením klubu, kterému bylo vyčítáno netransparentní a nekompetentní vedení, nekoncepční kroky, nedůstojné zacházení s hráčskými legendami či vstupenky na jméno.[123]

## Mezistátní reprezentační zápasy

### Československo U23
| 30. června 1972 17:00               |          |               |                                                                     |
| Československo                      | 3 – 1    | Sovětský svaz | 2. finále ME do 23 let 1972 diváci: 15 000 rozhodčí: Sergio Gonella |
| Gajdůšek 10' Herda 11' Albrecht 60' | (Report) | 67' Blochin   | 2. finále ME do 23 let 1972 diváci: 15 000 rozhodčí: Sergio Gonella |

### Československo
| 1. června 1977 17:00 |          |          |                                                 |
| Československo       | 0 – 0    | Rakousko | Přátelský zápas diváci: 15 000 rozhodčí: Ibáñez |
|                      | (Report) |          | Přátelský zápas diváci: 15 000 rozhodčí: Ibáñez |

| 28. dubna 1993 18:00 |          |            |                                                        |
| Československo       | 1 – 1    | Wales      | Kvalifikace na MS 1994 diváci: 7 000 rozhodčí: Quiniou |
| Látal 38'            | (Report) | 29' Hughes | Kvalifikace na MS 1994 diváci: 7 000 rozhodčí: Quiniou |

### Česko
| 25. května 1994 19:30                           |          |                                       |                                                   |
| Česko                                           | 5 – 3    | Litva                                 | Přátelský zápas diváci: 8 407 rozhodčí: Kowalczyi |
| Kuka 19', 50' Frýdek 22' Kubík 27' Poštulka 80' | (Report) | 52' Narbekovas 74' Žalys 84' Stumbris | Přátelský zápas diváci: 8 407 rozhodčí: Kowalczyi |

| 6. září 1994 16:30                                         |          |             |                                                               |
| Česko                                                      | 6 – 1    | Malta       | Kvalifikace na ME 1996 diváci: 10 226 rozhodčí: Loizos Loizou |
| Šmejkal 5' (pen.) Kubík 32' Siegl 34', 60', 77' Berger 86' | (Report) | 73' Laferla | Kvalifikace na ME 1996 diváci: 10 226 rozhodčí: Loizos Loizou |

| 29. března 1995 16:30              |          |                                    |                                                         |
| Česko                              | 4 – 2    | Bělorusko                          | Kvalifikace na ME 1996 diváci: 5 549 rozhodčí: Vossiere |
| Kadlec 5' Berger 17', 62' Kuka 68' | (Report) | 45' (pen.) Herasimec 88' Hurynovič | Kvalifikace na ME 1996 diváci: 5 549 rozhodčí: Vossiere |

26. března 1996 zde mělo být odehráno přátelské utkání Česka proti Turecku, ale kvůli nezpůsobilému terénu bylo operativně přesunuto do Vítkovic.
| 12. března 1997 16:30 |          |               |                                              |
| Česko                 | 2 – 1    | Polsko        | Přátelský zápas diváci: 15 817 rozhodčí: Žuk |
| Kuka 21' Rada 64'     | (Report) | 90' Zieliński | Přátelský zápas diváci: 15 817 rozhodčí: Žuk |

| 16. srpna 2000 17:00 |          |            |                                                        |
| Česko                | 0 – 1    | Slovinsko  | Přátelský zápas diváci: 4 828 rozhodčí: Attila Hanacek |
|                      | (Report) | 57' Pavlin | Přátelský zápas diváci: 4 828 rozhodčí: Attila Hanacek |

### Česko U21
| 19. listopadu 2003 16:30 |          |                                |                                                                                            |
| Česko                    | 1 – 2    | Švýcarsko                      | Kvalifikace na ME do 21 let 2004 (barážová odveta) diváci: 11 145 rozhodčí: Martin Hannson |
| Koubský 68'              | (Report) | 77' Eggimann 85' (vl.) Koubský | Kvalifikace na ME do 21 let 2004 (barážová odveta) diváci: 11 145 rozhodčí: Martin Hannson |

|                                     |     | Penaltový rozstřel                      |  |
| Svěrkoš Bureš Plašil Slepička Kolář | 3:4 | Schwegler Cerrone Barnetta Rochat Jaggy |  |

## Koncerty
Na Bazalech se také odehrály tyto hudební koncerty:
- 15. 5. 2004 - skupina Kabát v rámci tour Dole v dole (15 000 diváků[129]) [130]
- 6. 6. 2007 - skupina Iron Maiden v rámci tour A Matter Of Life And Death (35 000 diváků) [131]
- 3. 6. 2011 - rockový festival se skupinami Scorpions, Citron, Vypsaná fixa, Doga, Malignant Tumour [132]

## Film
Na stadionu se natáčela začátkem srpna 2003 (na zbrusu nově rekonstruovaném stadionu) scéna filmu Non plus ultras, ve které se strhla bitka mezi fanoušky Sparty (mezi nimiž byli např. David Novotný, Matěj Hádek, Karel Zima, Michal Novotný nebo Oldřich Kaiser) a Baníku (mezi nimiž vyčníval Richard Krajčo). Fanoušci se ve filmu fyzicky střetli na schodišti mezi sektory S3 a S2 (viz fotogalerie), což by však reálně nemohlo nastat, neboť tyto sektory byly určeny výhradně pro domácí fanoušky.
Zajímavostí bylo, když se pořadatel před natáčením zeptal, jak chtějí hlediště zaplnit. Režisér mu odpověděl, že dodatečně na počítači. Pořadatel souhlasně přikývnul, že jinak by to ani nešlo. "Bodejť by tady přišlo tolika lidí," prohlásil. Následující sezónu byl Baník mistr a Bazaly vyprodával téměř na každém zápase.
Na stadionu se také v roce 2010 natáčela část videoklipu k singlu Dududuu od skupiny Kryštof.

## Svatby
Dne 10. 4. 2010 se přímo na hrací ploše během přestávky ligového utkání Baníku proti Slovácku uskutečnil sňatek dvou příznivců Baníku: Patrika Foltyna a Martiny Rackové. Při prvním manželském polibku jim aplaudovalo přes 7 tisíc fanoušků.
Dne 30. 8. 2014 se na stadionu oženil tehdejší předseda představenstva Baníku Petr Šafarčík se svou dlouholetou přítelkyní Martinou Mannovou. Na přísně utajovaném svatebním obřadu nechyběli například tehdejší primátor Ostravy Petr Kajnar nebo strojírenský magnát Jan Světlík.
Na některých zápasech bylo možné vidět také čerstvé svatebčany z řad fanoušků, kteří si nechtěli nechat ujít zápas Baníku ani ve svůj svatební den.